# Pasar VI Kwala Mencirim
Pasar VI Kwala Mencirim is een bestuurslaag in het regentschap Langkat van de provincie Noord-Sumatra, Indonesië. Pasar VI Kwala Mencirim telt 4210 inwoners (volkstelling 2010).